# Борис Пашалић
Борис Пашалић (Бања Лука, 13. октобар 1974) је босанскохерцеговачки и српски политичар, министар пољопривреде, шумарства и водопривреде Републике Српске и члан Савеза независних социјалдемократа.

## Биографија
Пашалић је рођен 13. октобра 1974. у Бањој Луци. Одрастао је у Челинцу, где је завршио основну и средњу школу.
На Пољопривредном факултету у Бањој Луци дипломирао је 2000. године, након чега се исте године запослио на том факултету као асистент. Ту је радио 13 година, а у том периоду је касније био и на позицији вишег асистента, ванредног професора и доцента. Године 2013. именован је за помоћника министра пољопривреде, шумарства и водопривреде Републике Српске у Влади Жељке Цвијановић. На тој позицији је био све до именовања за новог министра.
Након општих избора у Босни и Херцеговини 2018. године и избора Радована Вишковића за новог мандатара Владе Републике Српске, Пашалић је предложен за новог министра пољопривреде, шумарства и водопривреде. Народна скупштина Републике Српске изабрала га је на ту позицију 18. децембра 2018. године, а 20. децембра је и службено преузео дужност, наследивши Стеву Мирјанића.
Пашалић је ожењен и отац је двоје деце.